# 卡尔-让·龙格

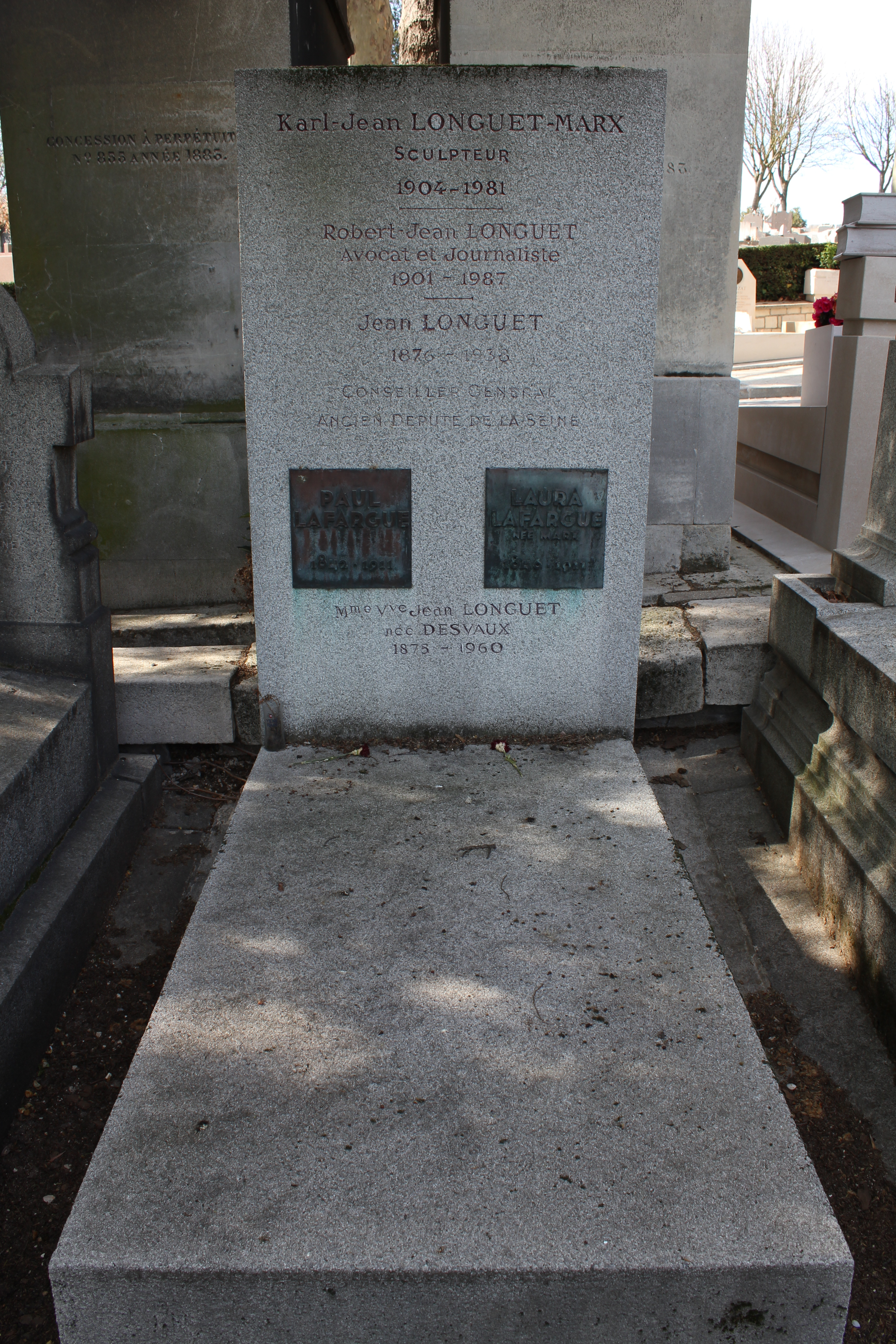
卡尔-让·龙格葬于拉雪兹神父公墓的龙格家族墓地。

卡尔-让·龙格（法語：Karl-Jean Longuet；1904年11月10日—1981年7月20日）是一位法国雕塑家。他出生于巴黎十四区，毕业于国立高等美术学院和国家高等装饰艺术学院，逝世于欧赖。他是让·龙格的儿子，罗贝尔-让·龙格的弟弟，夏尔·龙格的孙子，以及卡尔·马克思的外曾孙。龙格的妻子是雕塑家西蒙娜·布瓦塞克。